# Africultures

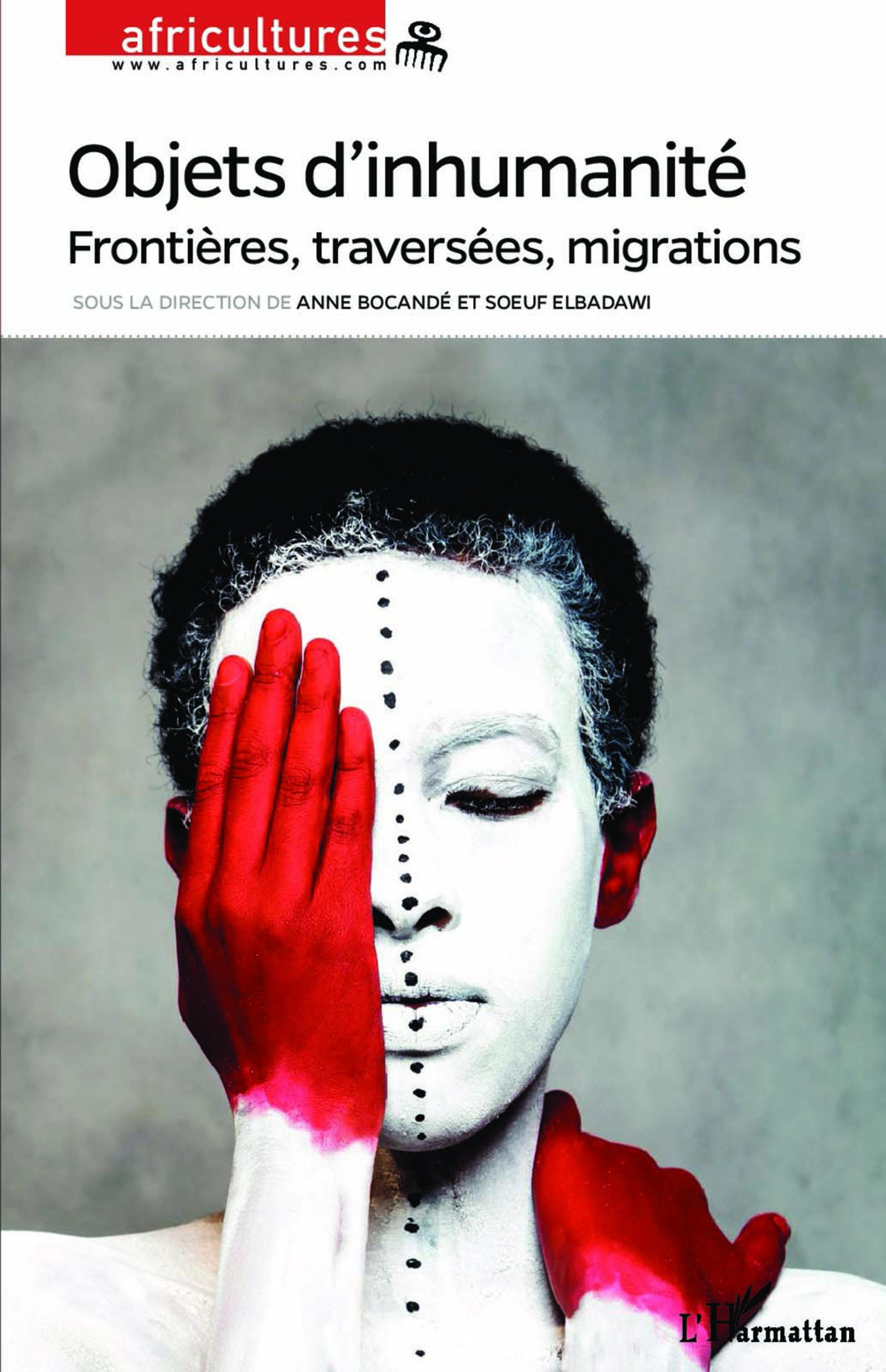
Africultures, cobertura del n°106, diciembre 2017

Africultures es una  revista dedicada al arte y la cultura de África y sus diásporas. Con sede en París, se fundó en noviembre de 1997 bajo el impulso de periodistas y académicos, como Gérald Arnaud, Olivier Barlet, Tanella Boni, Sylvie Chalaye, Fayçal Chehat, Soeuf Elbadawi, Boniface Mongo-Mboussa, Virginie Andriamirado, Christophe Cassiau-Haurie, etc. La revista y los sitios web generados por Africultures son administrados por la asociación Africultures, presidida por Olivier Barlet hasta 2008, luego por Virginie Andriamirado hasta 2013, luego por Voahirana Barnoud hasta 2018, posteriormente por Samba Doucouré. Mientras que los artículos están sujetos a los derechos de autor (contrato interno), la documentación acumulada en la base de datos se publica bajo una licencia libre.
Esta publicación pretende ser un lugar de reflexión y creó 10 años después de su fundación, en julio de 2007, otro órgano, Afriscope, dedicado a las noticias del mismo campo, las artes y la cultura relacionadas con África y las diásporas africanas, al mismo tiempo que cubre temas relacionados con la vida social.
Africultures concentra ahora su actividad en el sitio web africultures.com, que pretende “conectar los mundos”. En 2021, supera los 10,000 artículos de noticias o de reflexión, vídeos y podcasts. Más de 100,000 suscriptores reciben su boletín quincenal gratuito, que reúne enlaces a nuevos artículos y noticias.

## Contenido de la publicación
Cada número de Africultures está dedicado a un tema específico. Incluye artículos y entrevistas con varios periodistas e investigadores, y está ampliamente ilustrado. 
Publicada inicialmente con carácter mensual en 96 y luego 128 páginas en formato 13×21,5 cm, Africultures pasó a ser trimestral a partir del número 54 de enero-marzo de 2003, con unas 250 páginas en formato 16×24 cm. Coeditado por la editorial L’Harmattan y la asociación Africultures, publicó 106 números hasta 2017.

## Licencia libre
Desde 2012, toda su base de datos, titulada Sudplanet (spla / Southplanet) la mayor del mundo sobre el tema, de más de 80,000 biografías de artistas y descripciones de libros, discos, películas y DVD, espectáculos y organizaciones e instituciones culturales, se publica bajo la Licence Creative Commons: propiedad compartiendo las condiciones iniciales de forma idéntica. Está administrada y es propiedad colectiva de los socios que la alimentan y utilizan.

## Colecciones de obras
Africultures dirige una colección dentro de la editorial L’Harmattan: la biblioteca Africultures.
Además, en coedición con Africultures y Filigranes, Afriphoto es una colección de álbumes de 12x16,5 cm sobre fotógrafos africanos, como Mamadou Konaté, Malick Sidibé, Abel Sumo Gayvolor, Isaac Bruce Hudson Vanderpuje, Ganiyu Owadi, Gerald L. Annan-Forson, Philippe Koudjina, Francis Nii Obodai Provençal, Paul Kabré, Germain Kiemtoré, Zaynab Toyosi Oduns, Bill Akwa Bétoté, Omar D., Emeka Okereke, Mathe Kebofhe, Philippe Koudjina, Fouad Hamza Tibin, Mohamed Yahia Issa, Bruno Boudjelal y Gabriel Fasunon.

## Publicación Afriscope
Un gratuito, Afriscope, ha sido concebido por la redacción de Africultures, y distribuido por primera vez el 12 de julio de 2007, durante un concierto al lugar de La Bastilla. Mientras que Africultures se quiere una publicación de approfondissement y de reflexión, el gratuito (bimestriel) se vuelca en la actualidad. Los artículos están redactados por periodistas, y abordan igualmente, más allá de los artes y culturas, de las problemáticas más sociales y de la vida cotidiana : ciudadanía, lucha contra las discriminaciones, trabajo, educación, salud, . La redactora en jefa es Anne Bocandé. Su fundadora Ayoko Mensah declaraba : "La creatividad de los artistas contemporáneos de África o de su diáspora y las iniciativas de los ciudadanos de origen africano pasan casi desapercibidas. Queremos cambiar esto. Con esta revista gratuita, ofrecemos un medio accesible, capaz de llegar al público en general, más allá de las divisiones identitarias y sociales”.
Esta publicación complementario cuenta con el apoyo financiero de varios organismos y autoridades locales, en particular la Región de Île-de-France, la Agencia Nacional para la Cohesión Social y la Igualdad de Oportunidades (Acsé) y el Ayuntamiento de París. 
La revista ilustrada de 32 páginas en formato 21x29,7 cm, distribuida principalmente en locales culturales de Île-de-France, se publicó hasta el número 53 en diciembre de 2017.

## Sitios especializados
A través de sus relaciones con estructuras o iniciativas en África, la asociación Africultures ha desarrollado sitios web especializados, portales temáticos interactivos que ahora son propiedad de las asociaciones en cuestión: Africine con la Federación Africana de Críticos de Cine (FACC), Afrilivres que presenta títulos no escolares publicados por editoriales africanas francófonas agrupadas en la asociación Afrilivres con sede en Cotonú, Afrithéâtre que presenta un análisis detallado de un gran número de obras de teatro de dramaturgos africanos, AfriBD que reúne información sobre el cómic africano.
La base de datos colectiva común a todos estos sitios, Sudplanète (Southplanet en inglés, abreviado SPLA), incluye también portales culturales de todos los países de ACP. Funciona como una wiki y permite a cualquier artista u organización cultural introducir y actualizar su información a través de formularios accesibles en la “página propia”.